# Vonone II
Vonone II (Impero partico, ... – Impero partico, 51) è stato un sovrano dei Parti.

## Biografia
Durante il regno del fratello Gotarze II era governatore della Media; alla morte del fratello salì al trono, ma morì dopo pochi mesi. Gli succedette il figlio Vologase I.